# RS-802
Pour les articles homonymes, voir Route 802.
La RS-802 est une route locale du Sud-Est de l'État du Rio Grande do Sul qui relie la BR-392/471 au centre de la municipalité de Morro Redondo. Elle dessert cette seule commune et est longue de 8,200 km.